# Нанкін
Нанкі́н, Наньцзі́н (南京ⓘ), кит. 南京, пін. Nánjīng) — місто на сході Китаю, столиця і місто-округ провінції Цзянсу над річкою Янцзи. Населення Нанкінської префектури — 8230 тис. осіб (2015).
Назва означає «Південна столиця». Нанкін користується разом з 15 іншими містами широкою автономією на рівні провінції. Місто є однією з історичних столиць Китаю.
Офіційний (з точки зору КНР) центр Тайваня, що з 1949 року перебуває під владою частково визнаної Республіки Китай (де-факто столиця країни — місто Тайбей).

## Історія

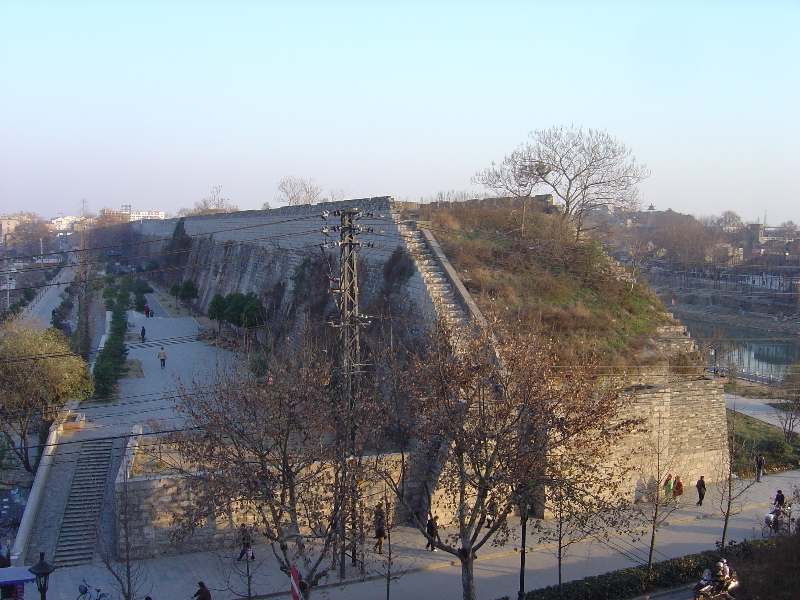
Найбільша у світі міська стіна Нанкіна

### Доімперський період
За легендою Фучай, князь держави У 吳, заснував перше місто Єчен (Yecheng, 冶城) у місцевості Нанкіна в 495 році до н. е. 473 року до н. е. держава Юе (Yue 越) захопила У і побудувала місто Юечен (Yuecheng, 越城) поблизу сьогоднішньої міської брами Чжунхуа. 333 року до н. е. після скасування держави Юе, держава Чу побудувала Цзіньлін-І (Jinling Yi, 金陵邑) на території, яка назараз входить у південно-західну частину Нанкіну. З того часу місто зазнавало багато руйнувань і перебудов.

### Імперський період
Вперше став столицею 229 року н. е.. Тоді Сунь Цуань, цар Ву (Період Саньґо) переніс свою столицю у Цзяньє (Jianye, 建鄴) — місто розбудоване з Цзіньлін-І у 211 році до н. е.

### Новітня історія
- Різанина в Нанкіні (1937)

## Транспорт
З вересня 2005 року в місті працює метрополітен.

## Адміністративний поділ
Нанцзінь поділяється на 11 урбанізованих районів:
|                     | китайська |
| ------------------- | --------- |
| Сюаньу — Xuanwu     | 玄武区    |
| Байся — Baixia      | 白下区    |
| Ціньхуай — Qinhuai  | 秦淮区    |
| Цзяньє — Jianye     | 建邺区    |
| Сягуань — Xiaguan   | 下关区    |
| Гулоу — Gulou       | 鼓楼区    |
| Пукоу — Pukou       | 浦口区    |
| Лухе — Luhe         | 六合区    |
| Ціся — Qixia        | 栖霞区    |
| Юйхуатай — Yuhuatai | 雨花台区  |
| Цзяннін — Jiangning | 江宁区    |

і 2 повіти:
|                   | Китайська |
| ----------------- | --------- |
| Лішуй — Lishui    | 溧水县    |
| Гаочунь — Gaochun | 高淳县    |

У майбутньому повіт Лішуй можливо буде перетворено на район.

## Клімат
Нанкін має субтропічний мусонний клімат з чотирма виразними сезонами і належить до трьох так званих «доменних печей на річці Янцзи» разом з містами Ухань і Чунцін. Літо жарке і вологе при середньомісячних температурах до 28 °C (денна температура не більше 43 °C) і вологості до 81 %; зими холодні з середньомісячними температурами 2 °С. Найтепліший місяць — липень із середньою температурою 27,8 °C. Найхолодніший місяць — січень, із середньою температурою 2,8 °С.
| Клімат                  | Клімат | Клімат | Клімат | Клімат | Клімат | Клімат | Клімат | Клімат | Клімат | Клімат | Клімат | Клімат | Клімат |
| Показник                | Січ.   | Лют.   | Бер.   | Квіт.  | Трав.  | Черв.  | Лип.   | Серп.  | Вер.   | Жовт.  | Лист.  | Груд.  | Рік    |
| Абсолютний максимум, °C | 18     | 25     | 32     | 32     | 38     | 38     | 40     | 41     | 36     | 31     | 28     | 22     | 41     |
| Середній максимум, °C   | 6      | 7      | 12     | 19     | 24     | 28     | 31     | 31     | 26     | 21     | 15     | 8      | 19     |
| Середня температура, °C | 2      | 4      | 8      | 15     | 20     | 24     | 27     | 27     | 22     | 17     | 10     | 5      | 15     |
| Середній мінімум, °C    | −1     | 0      | 5      | 10     | 16     | 20     | 25     | 24     | 19     | 13     | 6      | 0      | 11     |
| Абсолютний мінімум, °C  | −12    | −9     | −7     | 1      | 7      | 12     | 17     | 17     | 11     | 1      | −3     | −11    | −12    |
| Норма опадів, мм        | 30     | 40     | 70     | 90     | 90     | 150    | 170    | 110    | 80     | 40     | 40     | 30     | 1000   |
| ----------------------- | ------ | ------ | ------ | ------ | ------ | ------ | ------ | ------ | ------ | ------ | ------ | ------ | ------ |
| Джерело: Weatherbase    |        |        |        |        |        |        |        |        |        |        |        |        |        |

## Персоналії
- У Лей — китайський футболіст
- Цао Сюецінь — китайський письменник-романіст
- Сюй Аньці — китайська фехтувальниця, олімпійська чемпіонка
- Лі Квотінг — тайванський економіст і політик

## Галерея

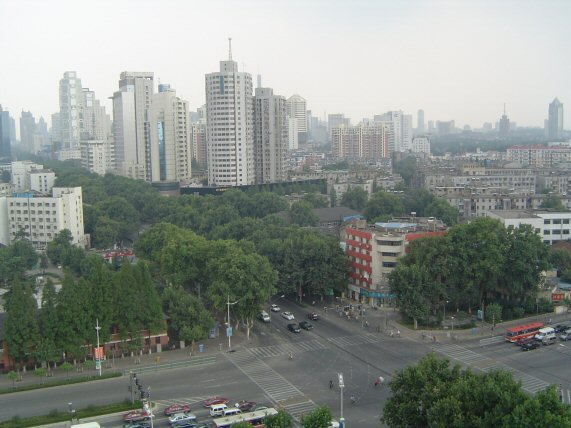
Нанкін
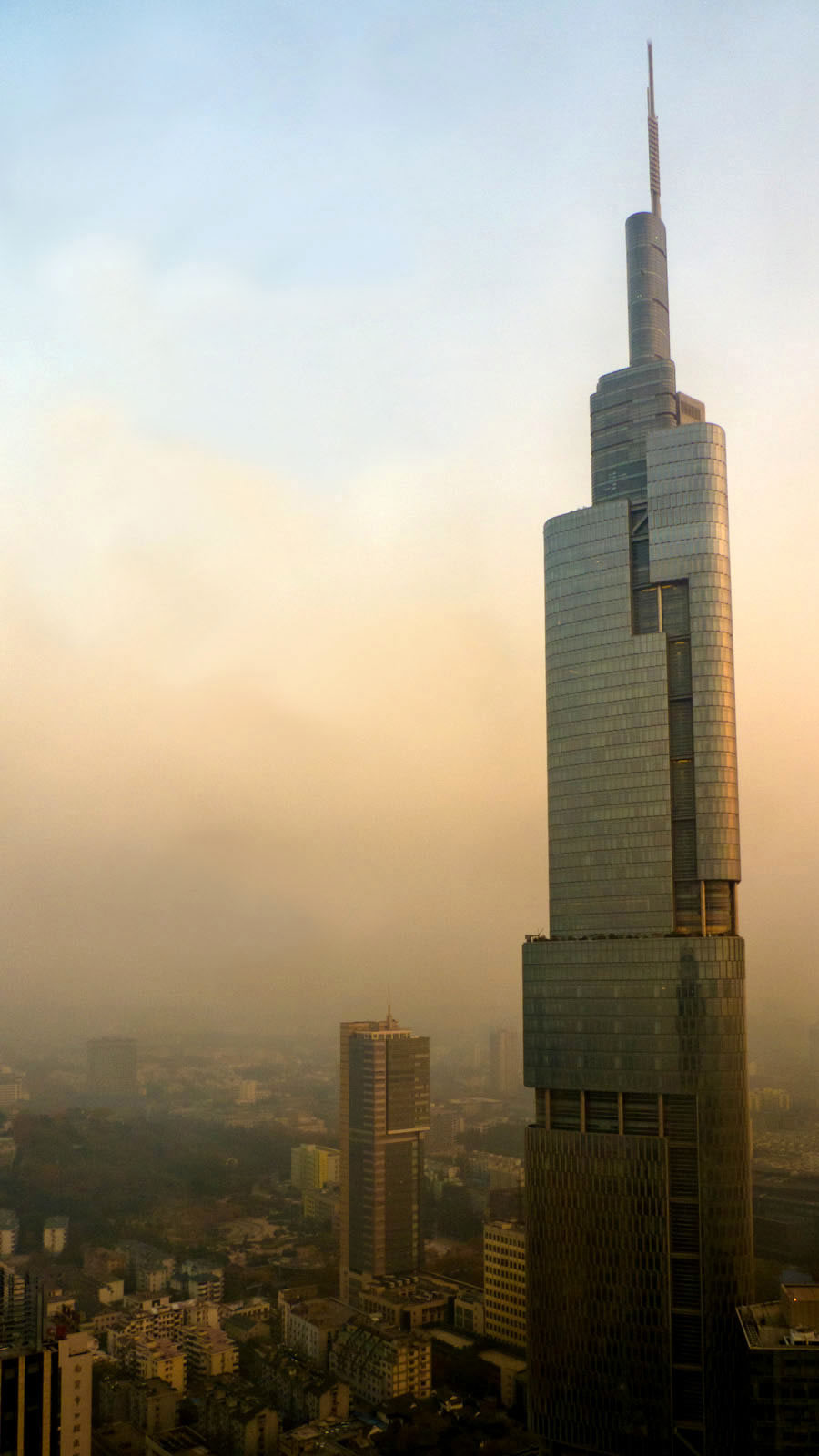
Фінансовий Центр Нанкін Грінленд
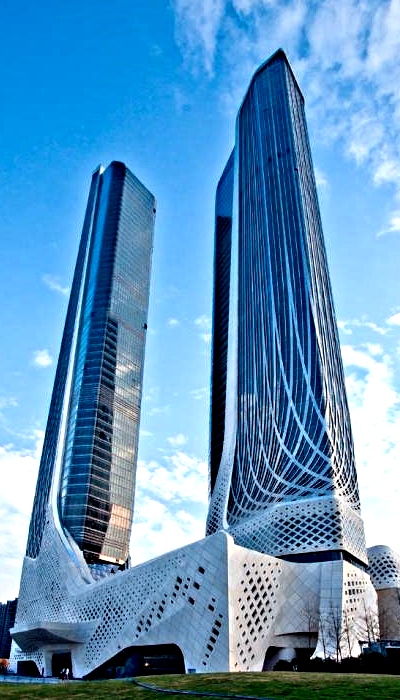
Міжнародний молодіжний культурний центр
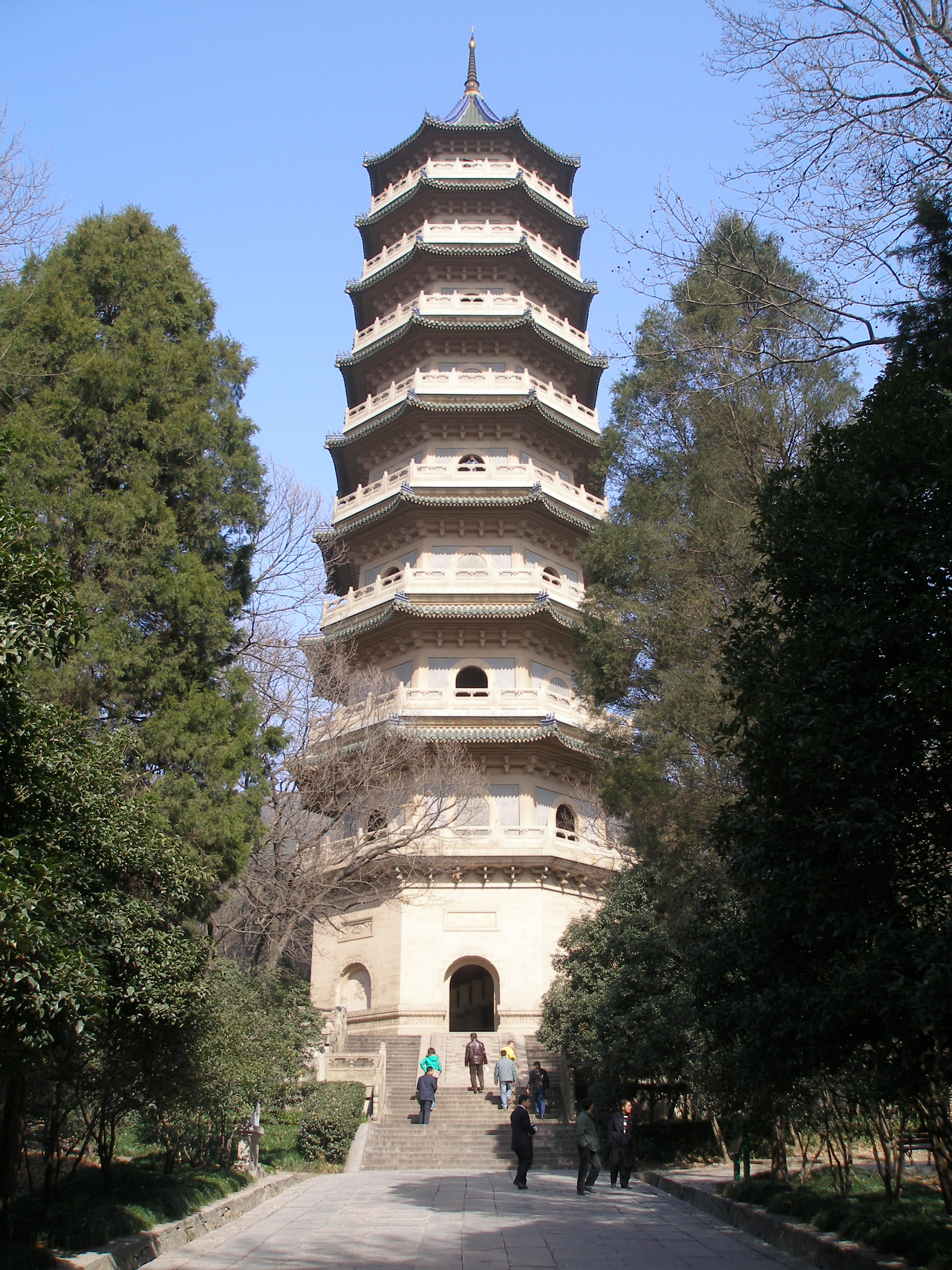
Пагода Лінґу
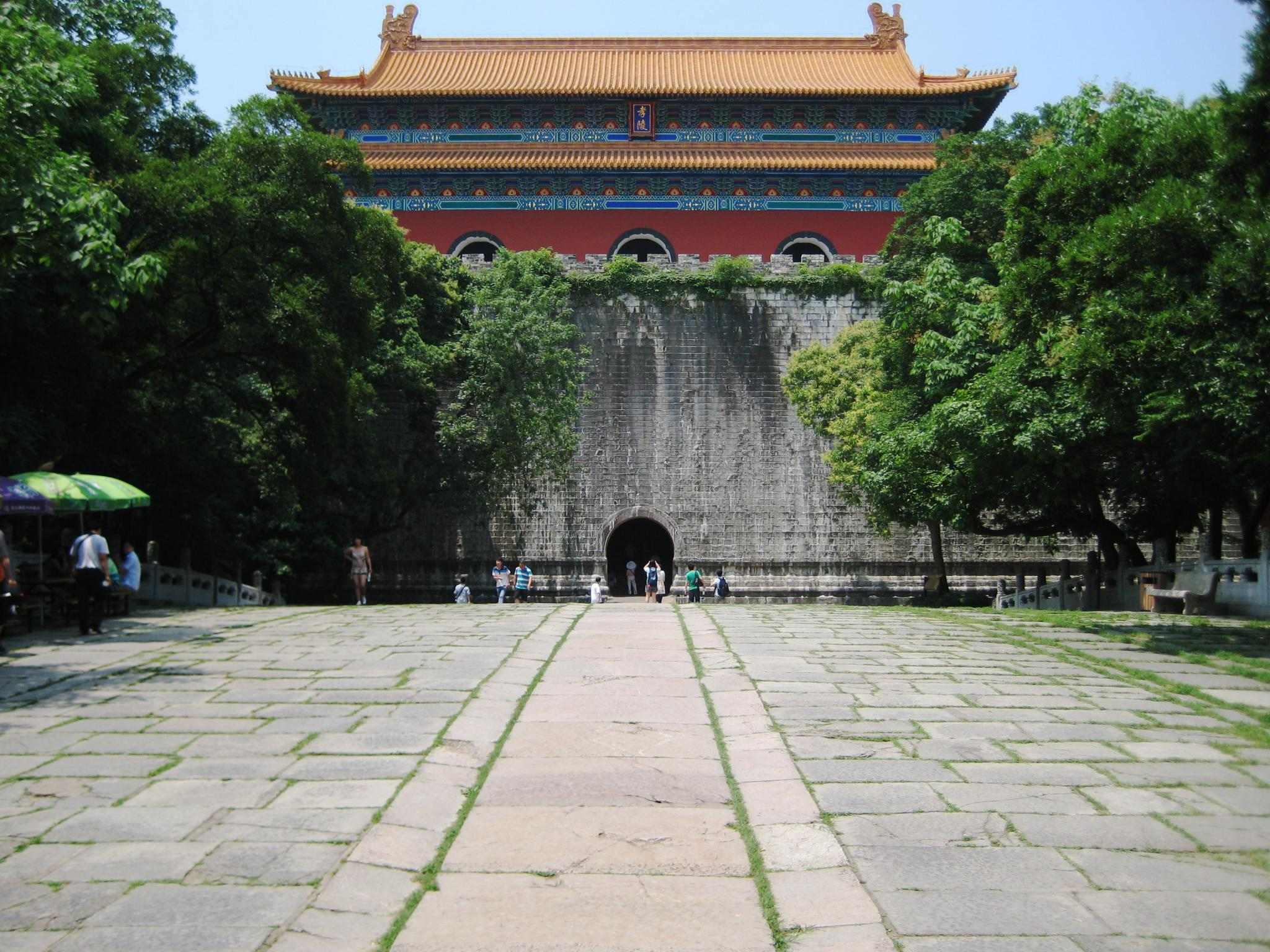
Сяолін
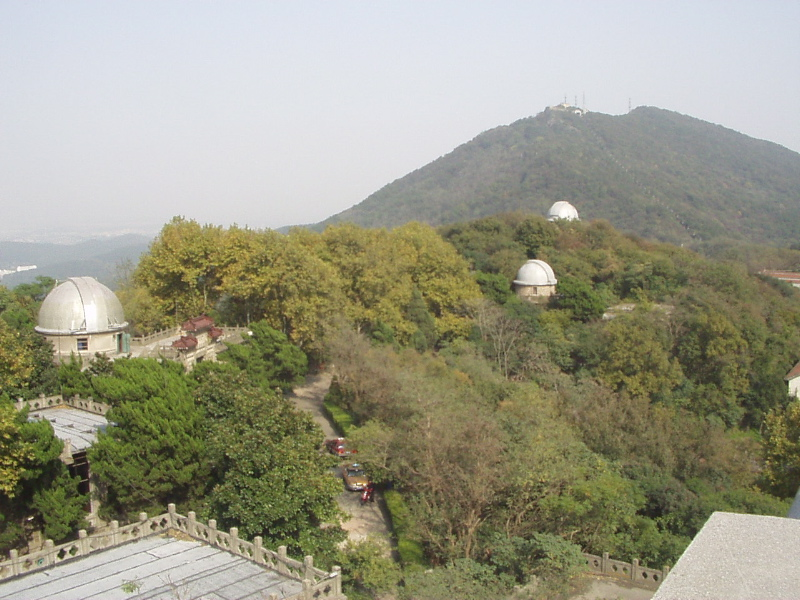
Обсерваторія Цзицзіньшань
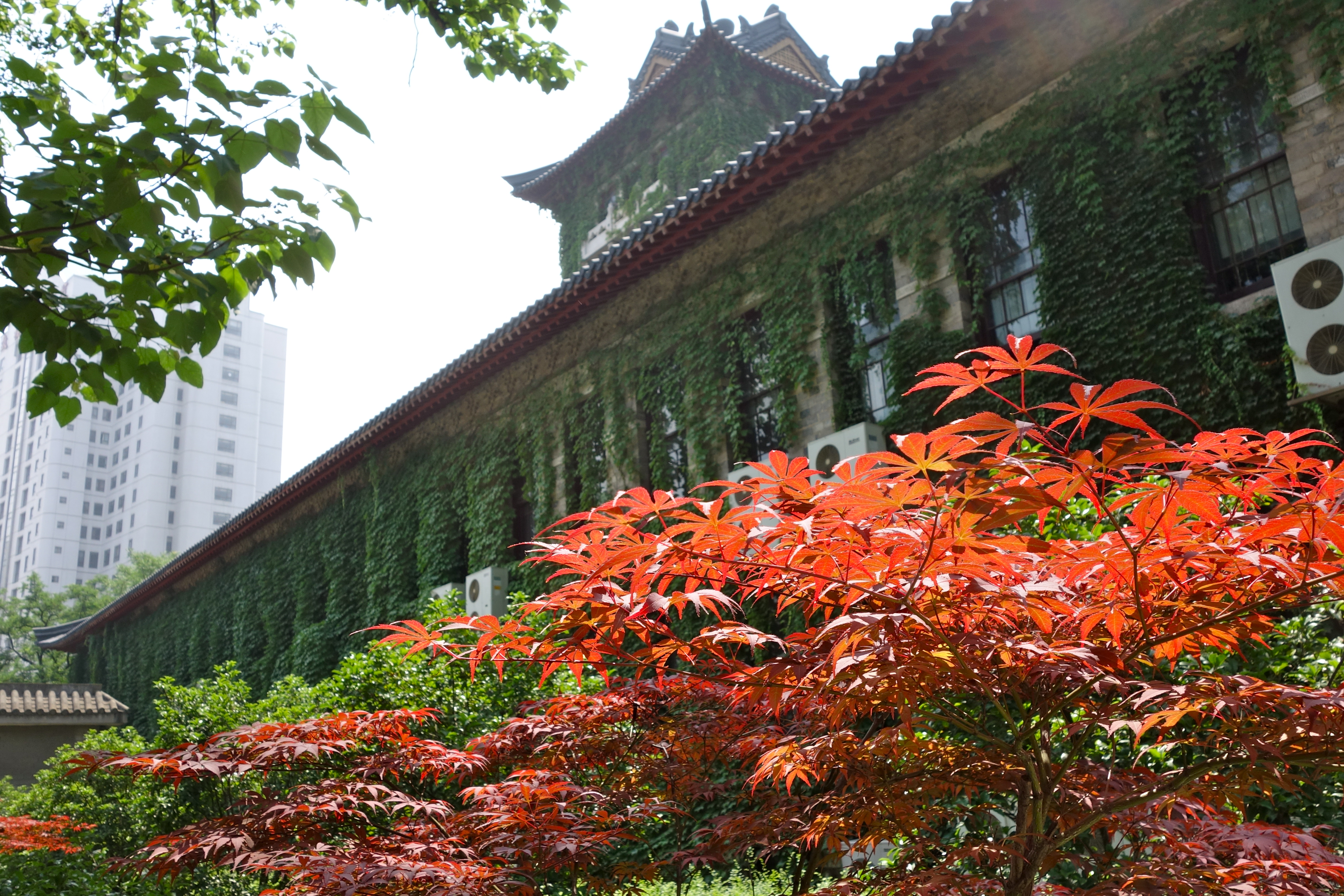
Нанкінський університет
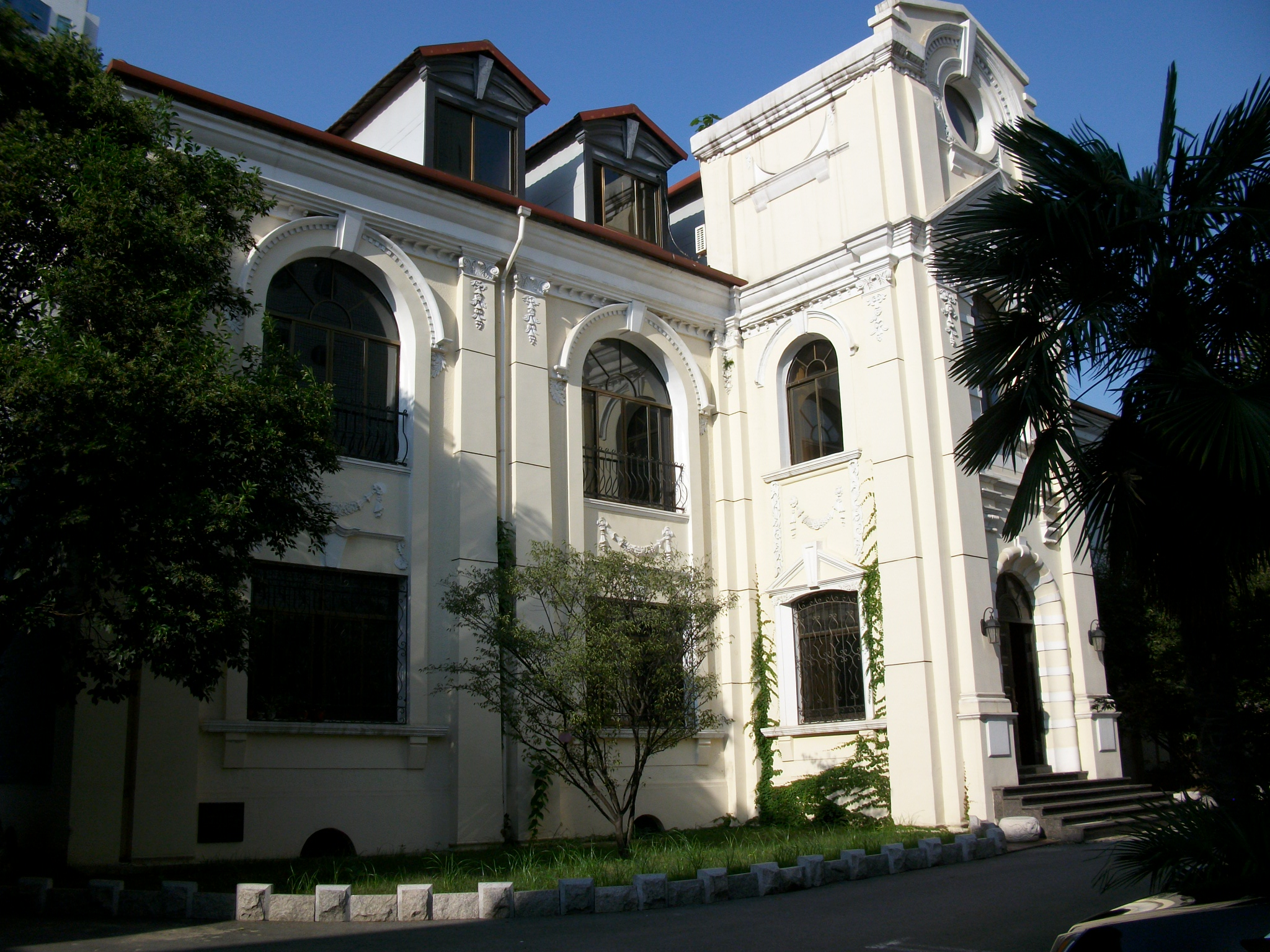
Нанкінський медичний університет
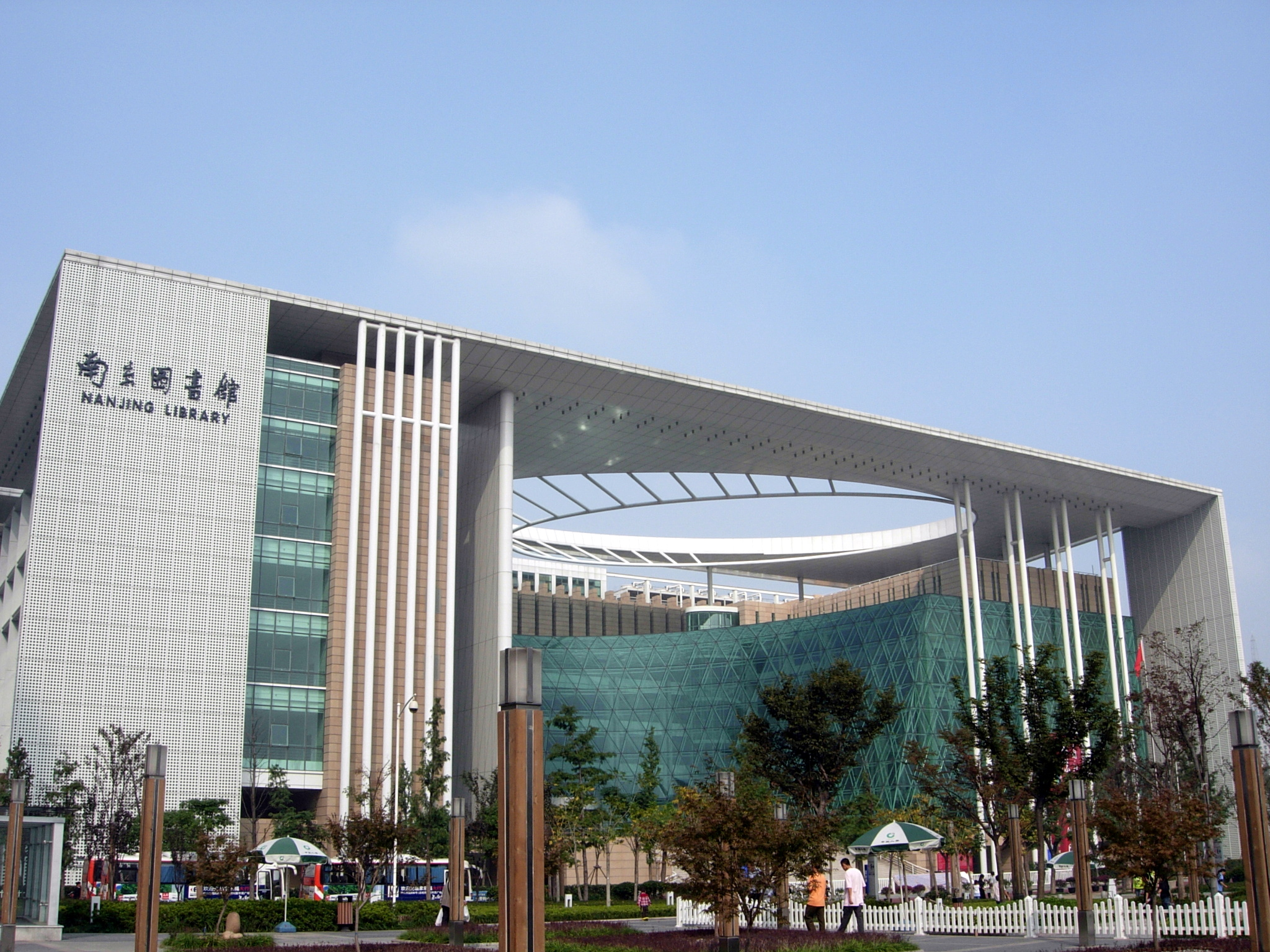
Нанкінська бібліотека
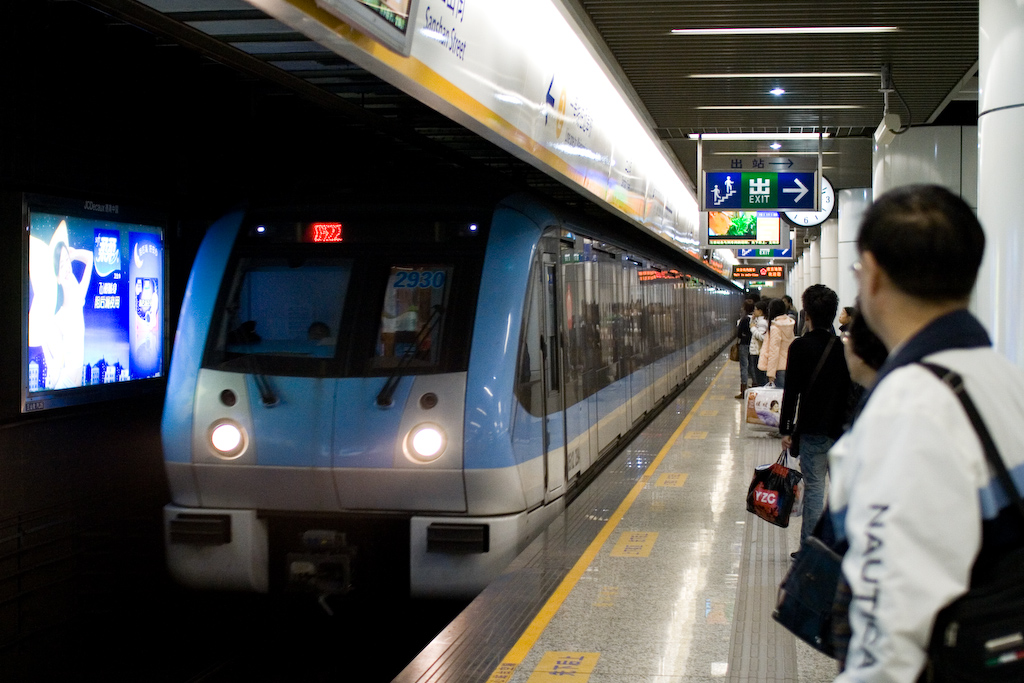
Нанкінський метрополітен
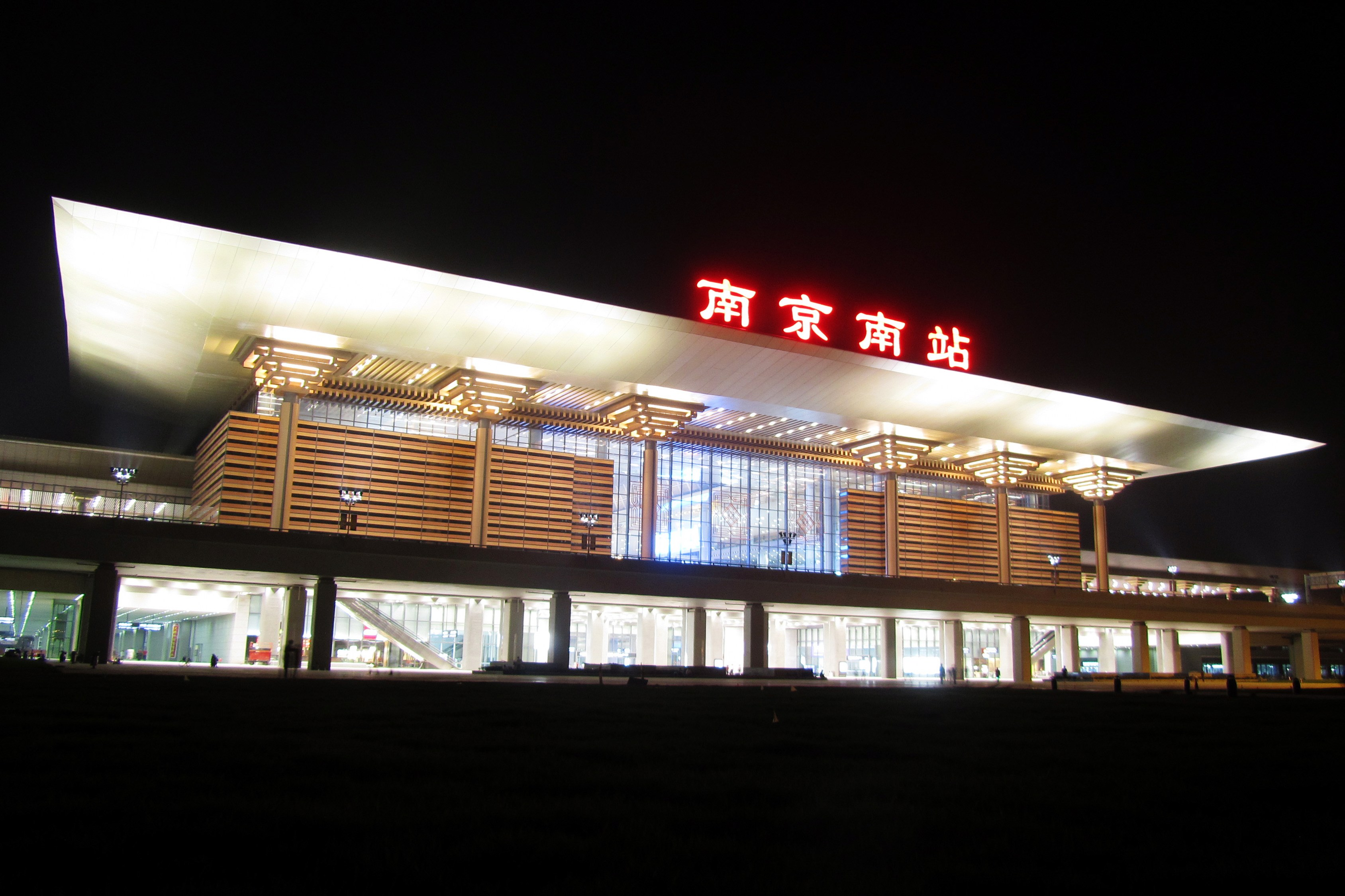
Південний вокзал
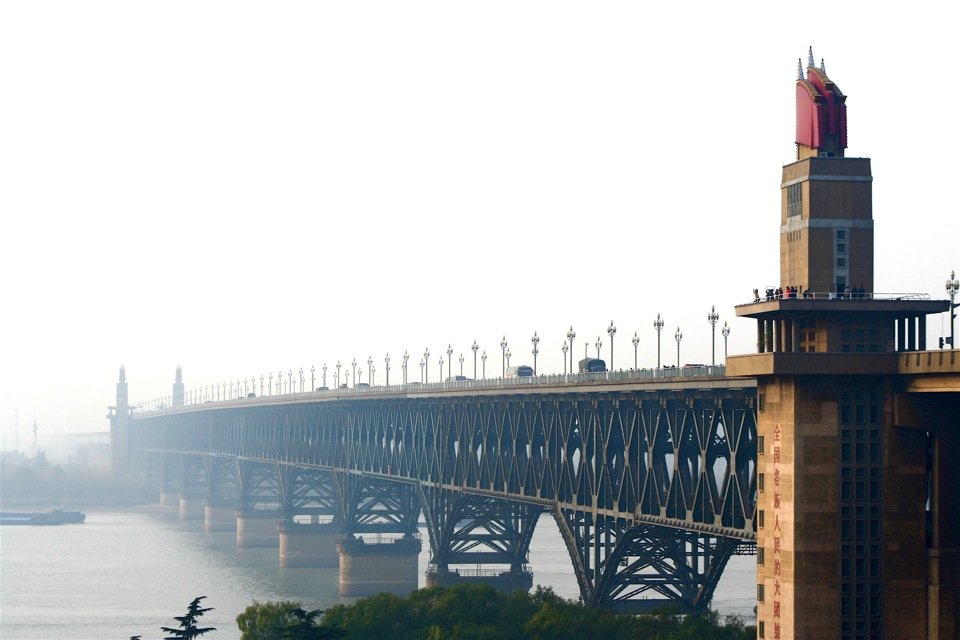
Міст через річку Янцзи